# Herbert Sonnenfeld
Herbert Sonnenfeld (* 29. September 1906 in Berlin-Neukölln; † 1972 in New York) war ein deutscher Fotograf. Er dokumentierte in den 1930er Jahren jüdisches Leben in Berlin und Umgebung.

## Leben
Herbert Sonnenfeld war ein Sohn von Josef und Charlotte Sonnenfeld, die einen Kurzwarenladen in der Berliner Hermannstraße betrieben. Nachdem er die Schule beendet hatte, war er einige Zeit im Kurzwarenladen eines Onkels beschäftigt, bevor er Vertreter für Alarmanlagen wurde. 1931 heiratete er und zog mit seiner Frau Leni in eine Wohnung in der Joachimsthaler Straße, in der er sich als begeisterter Amateurfotograf eine Dunkelkammer einrichtete.
Als Jude wurde Herbert Sonnenfeld schon bald entlassen, nachdem die Nationalsozialisten an die Macht gekommen waren. Das Ehepaar Sonnenfeld versuchte nach Palästina zu emigrieren, wurde aber als nicht qualifiziert und zu arm abgewiesen. Dennoch unternahm Herbert Sonnenfeld auf eigene Faust 1933 eine Reise nach Palästina und dokumentierte dort das Leben des Jischuv. Bereits nach zwei Wochen kehrte er nach Berlin zurück, nunmehr überzeugt, unter den, gemäß seinen Eindrücken, „zu primitiven Bedingungen“ in Palästina ohnehin nicht leben zu können.
Nach dieser Reise bot seine Frau Leni, die ihm beim Fotografieren oft assistierte, die Aufnahmen ihres Mannes diversen jüdischen Zeitungen an. Die Reaktion war positiv und Herbert Sonnenfeld betätigte sich fortan als Pressefotograf für jüdische Zeitungen und Organisationen. Unter anderem dokumentierte er Veranstaltungen des Kulturbundes Deutscher Juden, machte Aufnahmen vom Jüdischen Museum, das von 1933 bis 1938 seinen Sitz in der Oranienburger Straße 31 hatte, von Künstlern und Kunstereignissen, von Wohltätigkeitsaktionen, Sportveranstaltungen und von Szenen in Hachschara-Lagern. Er schuf auch Bilder von Ausreisenden, die vom Anhalter Bahnhof ihren Weg in die Emigration antraten. Etwa 3000 Negative aus der Zeit von 1933 bis 1938 befinden sich im Besitz des Jüdischen Museums Berlin; Sonnenfeld wurde damit zu einem der wichtigsten Fotografen, die Aspekte des jüdischen Lebens im Berlin in der Nazizeit dokumentierten.
Allerdings ist eine gewisse Einseitigkeit der Aufnahmen festzustellen, denn die Zeitungen, für die Sonnenfeld Bilder lieferte, versuchten natürlich den Lebensmut und das Selbstbewusstsein ihrer Leserschaft in diesen Zeiten zu erhalten und zu stärken, sodass weniger die Isolierung und Entrechtung der Juden im Dritten Reich thematisiert, sondern vor allem die positiven Seiten des Daseins hervorgehoben wurden. Die Bilder hatten neben der dokumentarischen damit oft auch eine propagandistische Funktion.
Herbert Sonnenfelds Karriere als Pressefotograf begann mit dem Ankauf der Palästina-Bilder durch Robert Weltsch, der ein Chefredakteur der zionistischen Jüdischen Rundschau war. Im Folgenden veröffentlichte er seine Bilder unter anderem auch im Israelitischen Familienblatt, im Gemeindeblatt der Jüdischen Gemeinde zu Berlin, in der Jüdischen Allgemeinen Zeitung, im Schild und anderen Blättern. Er blieb, wie seine Kollegen Abraham Pisarek, Arno Kikoler etc., auf jüdische Auftraggeber beschränkt. Ab 1936 gab Herbert Sonnenfeld auch Fotokurse; Leni Sonnenfeld, zunächst nur assistierend tätig, begann 1934 in einem jüdischen Altersheim zu fotografieren und dokumentierte 1936 die Aktivitäten in einem Alija-Vorbereitungslager in Schweden. Bis November 1938 blieb das Ehepaar Sonnenfeld bei dieser Arbeit. Nach der „Reichskristallnacht“ wurden nur noch wenige Bilder Herbert Sonnenfelds veröffentlicht.
Die Nachricht, dass die Visa für die Einreise in die USA bereitlagen, um die sich das Ehepaar seit Mitte der 1930er Jahre bemüht hatte, traf am Tag nach dem Einmarsch der Deutschen in Polen ein.
Als Herbert und Leni Sonnenfeld Ende 1939 nach New York auswandern konnten, führten sie nur einen kleinen Teil der Bilder mit, die sie in den Jahren zuvor geschaffen hatten. Sie waren mit dem Zug nach Triest gefahren und dort an Bord eines Schiffes gegangen, das sie in die USA brachte. Herbert Sonnenfeld hatte einen verheirateten Bruder in New York, unterstützt wurde das Ehepaar auch vom American Jewish Congress, der für eine Wohnung und ein Fotoatelier sorgte. Die Sonnenfelds setzten ihre Tätigkeit in New York fort; auch dort blieben sie bei ihrer Spezialisierung auf jüdische Themen. Herbert Sonnenfeld war der einzige Fotograf, der im Mai 1942 die Konferenz der Zionist Organization of America im Biltmore Hotel in New York begleitete. Einige Monate später wurde er zum Heeresdienst herangezogen und nach England geschickt. Dort fotografierte er im Litchfield Barracks reception camp. Unterdessen verfolgte Leni Sonnenfeld in New York ihre eigene Karriere als Fotografin weiter. Sie dokumentierte unter anderem 1944 das Fort Ontario refugee center in Oswego. Sie arbeitete später für Blätter wie die New York Times und das Life Magazine, aber auch für zahlreiche jüdische Organisationen, und bereiste zahlreiche Länder. Unter anderem schuf sie zahlreiche Bilder, die das Frühstadium des Staates Israel zeigen.
Herbert Sonnenfeld interessierte sich in seinen späteren Jahren auch für Malerei. Nach seinem Tod verwaltete Leni Sonnenfeld das Archiv der fotografischen Negative, die das Paar angesammelt hatte. Die Berliner Aufnahmen verkaufte Leni Sonnenfeld an das Jüdische Museum Berlin, der Rest blieb in ihrem Besitz in New York. Leni Sonnenfeld überlebte ihren Mann um viele Jahre und starb 2004 im Alter von 96 Jahren.

## Verbleib der Bilder
Die Jüdische Abteilung des Berlin Museums kaufte 1988, unterstützt von der Stiftung Deutsche Klassenlotterie Berlin, einen Teil des Nachlasses Herbert Sonnenfelds auf und veranstaltete zwei Jahre später eine Ausstellung mit dem Titel Herbert Sonnenfeld. Ein jüdischer Fotograf in Berlin 1933–1938. Nachdem im Jahr 2001 das Jüdische Museum Berlin eröffnet worden war, wurde die Sammlung dort inventarisiert und nach und nach digitalisiert. Ab November 2012 wurden die museumseigenen Sammlungen online gestellt; die Fotografien Herbert Sonnenfelds waren unter den ersten Exponaten, die auf diese Weise der Öffentlichkeit zugänglich gemacht wurden.